# Люблов
Люблов (нем. Lüblow) — община в Германии, в земле Мекленбург-Передняя Померания.
Входит в состав района Людвигслуст. Подчиняется управлению Лудвигслуст-Ланд.  Население составляет 616 человек (на 31 декабря 2010 года). Занимает площадь 21,42 км².
Коммуна подразделяется на 2 сельских округа.